# Elezioni politiche in Italia del 1979 per circoscrizione (Camera dei deputati)
Le elezioni politiche in Italia del 1979 nelle circoscrizioni della Camera dei deputati videro i seguenti risultati.

## Risultati

### Circoscrizione Torino-Novara-Vercelli
| Liste                                         | Voti      | %     | Seggi |
| --------------------------------------------- | --------- | ----- | ----- |
| Partito Comunista Italiano                    | 729 032   | 32,85 | 13    |
| Democrazia Cristiana                          | 687 412   | 30,97 | 12    |
| Partito Socialista Italiano                   | 234 310   | 10,56 | 4     |
| Partito Radicale                              | 111 844   | 5,04  | 2     |
| Partito Socialista Democratico Italiano       | 107 953   | 4,86  | 2     |
| Partito Repubblicano Italiano                 | 94 750    | 4,27  | 2     |
| Partito Liberale Italiano                     | 89 940    | 4,05  | 2     |
| Movimento Sociale Italiano - Destra Nazionale | 87 069    | 3,92  | 1     |
| Partito di Unità Proletaria                   | 39 142    | 1,76  | 1     |
| Nuova Sinistra Unita                          | 23 241    | 1,05  | –     |
| Costituente di Destra - Democrazia Nazionale  | 13 162    | 0,59  | –     |
| Partito Popolare Italiano                     | 1 582     | 0,07  | –     |
| Totale                                        | 2 219 437 | 100   | 39    |

### Circoscrizione Cuneo-Alessandria-Asti
| Liste                                         | Voti    | %     | Seggi |
| --------------------------------------------- | ------- | ----- | ----- |
| Democrazia Cristiana                          | 357 605 | 41,37 | 7     |
| Partito Comunista Italiano                    | 213 179 | 24,66 | 4     |
| Partito Socialista Italiano                   | 83 812  | 9,70  | 1     |
| Partito Liberale Italiano                     | 50 359  | 5,83  | 1     |
| Partito Socialista Democratico Italiano       | 48 025  | 5,56  | 1     |
| Partito Repubblicano Italiano                 | 33 488  | 3,87  | 1     |
| Partito Radicale                              | 29 970  | 3,47  | –     |
| Movimento Sociale Italiano - Destra Nazionale | 23 701  | 2,74  | –     |
| Partito di Unità Proletaria                   | 12 123  | 1,40  | –     |
| Costituente di Destra - Democrazia Nazionale  | 6 183   | 0,72  | –     |
| Nuova Sinistra Unita                          | 5 873   | 0,68  | –     |
| Totale                                        | 864 318 | 100   | 15    |

### Circoscrizione Genova-Imperia-La Spezia-Savona
| Liste                                         | Voti      | %     | Seggi |
| --------------------------------------------- | --------- | ----- | ----- |
| Partito Comunista Italiano                    | 463 045   | 35,52 | 8     |
| Democrazia Cristiana                          | 419 482   | 32,17 | 8     |
| Partito Socialista Italiano                   | 150 322   | 11,53 | 3     |
| Partito Radicale                              | 63 029    | 4,83  | 1     |
| Movimento Sociale Italiano - Destra Nazionale | 48 822    | 3,74  | 1     |
| Partito Repubblicano Italiano                 | 44 817    | 3,44  | 1     |
| Partito Liberale Italiano                     | 43 641    | 3,35  | 1     |
| Partito Socialista Democratico Italiano       | 43 081    | 3,30  | –     |
| Partito di Unità Proletaria                   | 11 362    | 0,87  | –     |
| Nuova Sinistra Unita                          | 9 776     | 0,75  | –     |
| Costituente di Destra - Democrazia Nazionale  | 6 420     | 0,49  | –     |
| Totale                                        | 1 303 797 | 100   | 23    |

### Circoscrizione Milano-Pavia
| Liste                                         | Voti      | %     | Seggi |
| --------------------------------------------- | --------- | ----- | ----- |
| Democrazia Cristiana                          | 1 034 635 | 33,36 | 18    |
| Partito Comunista Italiano                    | 994 783   | 32,08 | 17    |
| Partito Socialista Italiano                   | 348 608   | 11,24 | 6     |
| Partito Radicale                              | 147 541   | 4,76  | 2     |
| Partito Socialista Democratico Italiano       | 125 107   | 4,03  | 2     |
| Movimento Sociale Italiano - Destra Nazionale | 124 672   | 4,02  | 2     |
| Partito Repubblicano Italiano                 | 108 359   | 3,49  | 2     |
| Partito Liberale Italiano                     | 94 856    | 3,06  | 2     |
| Partito di Unità Proletaria                   | 60 428    | 1,95  | 1     |
| Nuova Sinistra Unita                          | 43 366    | 1,40  | –     |
| Costituente di Destra - Democrazia Nazionale  | 15 460    | 0,50  | –     |
| Partito Operaio Europeo                       | 2 229     | 0,07  | –     |
| Partito Popolare Italiano                     | 1 146     | 0,04  | –     |
| Totale                                        | 3 101 190 | 100   | 52    |

### Circoscrizione Como-Sondrio-Varese
| Liste                                         | Voti      | %     | Seggi |
| --------------------------------------------- | --------- | ----- | ----- |
| Democrazia Cristiana                          | 498 172   | 43,60 | 9     |
| Partito Comunista Italiano                    | 267 418   | 23,40 | 5     |
| Partito Socialista Italiano                   | 143 174   | 12,53 | 2     |
| Partito Socialista Democratico Italiano       | 49 799    | 4,36  | 1     |
| Partito Radicale                              | 41 041    | 3,59  | 1     |
| Movimento Sociale Italiano - Destra Nazionale | 38 096    | 3,33  | –     |
| Partito Repubblicano Italiano                 | 33 441    | 2,93  | 1     |
| Partito Liberale Italiano                     | 32 807    | 2,87  | 1     |
| Partito di Unità Proletaria                   | 20 490    | 1,79  | –     |
| Nuova Sinistra Unita                          | 10 113    | 0,89  | –     |
| Costituente di Destra - Democrazia Nazionale  | 8 114     | 0,71  | –     |
| Totale                                        | 1 142 665 | 100   | 20    |

### Circoscrizione Brescia-Bergamo
| Liste                                         | Voti      | %     | Seggi |
| --------------------------------------------- | --------- | ----- | ----- |
| Democrazia Cristiana                          | 638 228   | 51,06 | 12    |
| Partito Comunista Italiano                    | 269 842   | 21,59 | 5     |
| Partito Socialista Italiano                   | 124 340   | 9,95  | 2     |
| Partito Socialista Democratico Italiano       | 44 768    | 3,58  | 1     |
| Movimento Sociale Italiano - Destra Nazionale | 39 333    | 3,15  | 1     |
| Partito Radicale                              | 34 542    | 2,76  | 1     |
| Partito di Unità Proletaria                   | 26 221    | 2,10  | 1     |
| Partito Liberale Italiano                     | 25 724    | 2,06  | –     |
| Partito Repubblicano Italiano                 | 24 668    | 1,97  | –     |
| Nuova Sinistra Unita                          | 11 261    | 0,90  | –     |
| Costituente di Destra - Democrazia Nazionale  | 6 327     | 0,51  | –     |
| Partito Cristiano di Azione Sociale           | 3 115     | 0,25  | –     |
| Partito Operaio Europeo                       | 1 661     | 0,13  | –     |
| Totale                                        | 1 250 030 | 100   | 23    |

### Circoscrizione Mantova-Cremona
| Liste                                         | Voti    | %     | Seggi |
| --------------------------------------------- | ------- | ----- | ----- |
| Democrazia Cristiana                          | 192 710 | 37,75 | 4     |
| Partito Comunista Italiano                    | 176 045 | 34,48 | 3     |
| Partito Socialista Italiano                   | 63 131  | 12,37 | 1     |
| Movimento Sociale Italiano - Destra Nazionale | 18 067  | 3,54  | –     |
| Partito Socialista Democratico Italiano       | 16 459  | 3,22  | –     |
| Partito Radicale                              | 12 606  | 2,47  | –     |
| Partito di Unità Proletaria                   | 9 844   | 1,93  | –     |
| Partito Repubblicano Italiano                 | 8 670   | 1,70  | –     |
| Partito Liberale Italiano                     | 7 690   | 1,51  | –     |
| Nuova Sinistra Unita                          | 3 108   | 0,61  | –     |
| Costituente di Destra - Democrazia Nazionale  | 2 198   | 0,43  | –     |
| Totale                                        | 510 528 | 100   | 8     |

### Circoscrizione Trento-Bolzano
| Liste                                         | Voti    | %     | Seggi |
| --------------------------------------------- | ------- | ----- | ----- |
| Partito Popolare Sud Tirolese                 | 204 899 | 35,83 | 4     |
| Democrazia Cristiana                          | 177 409 | 31,03 | 4     |
| Partito Comunista Italiano                    | 63 416  | 11,09 | 1     |
| Partito Socialista Italiano                   | 37 979  | 6,64  | 1     |
| Partito Radicale                              | 24 317  | 4,25  | –     |
| Partito Socialista Democratico Italiano       | 15 387  | 2,69  | –     |
| Movimento Sociale Italiano - Destra Nazionale | 13 471  | 2,36  | –     |
| Partito Repubblicano Italiano                 | 12 453  | 2,18  | –     |
| Nuova Sinistra Unita                          | 7 970   | 1,39  | –     |
| Partito Liberale Italiano                     | 7 143   | 1,25  | –     |
| Partito di Unità Proletaria                   | 5 010   | 0,88  | –     |
| Costituente di Destra - Democrazia Nazionale  | 2 349   | 0,41  | –     |
| Totale                                        | 571 803 | 100   | 10    |

### Circoscrizione Verona-Padova-Vicenza-Rovigo
| Liste                                         | Voti      | %     | Seggi |
| --------------------------------------------- | --------- | ----- | ----- |
| Democrazia Cristiana                          | 927 163   | 53,95 | 16    |
| Partito Comunista Italiano                    | 337 033   | 19,61 | 6     |
| Partito Socialista Italiano                   | 150 892   | 8,78  | 2     |
| Partito Socialista Democratico Italiano       | 65 113    | 3,79  | 1     |
| Partito Radicale                              | 60 760    | 3,54  | 1     |
| Movimento Sociale Italiano - Destra Nazionale | 56 948    | 3,31  | 1     |
| Partito Repubblicano Italiano                 | 45 096    | 2,62  | 1     |
| Partito Liberale Italiano                     | 33 225    | 1,93  | 1     |
| Partito di Unità Proletaria                   | 20 253    | 1,18  | –     |
| Nuova Sinistra Unita                          | 11 982    | 0,70  | –     |
| Costituente di Destra - Democrazia Nazionale  | 10 009    | 0,58  | –     |
| Totale                                        | 1 718 474 | 100   | 29    |

### Circoscrizione Venezia-Treviso
| Liste                                         | Voti      | %     | Seggi |
| --------------------------------------------- | --------- | ----- | ----- |
| Democrazia Cristiana                          | 464 120   | 44,64 | 8     |
| Partito Comunista Italiano                    | 263 041   | 25,30 | 5     |
| Partito Socialista Italiano                   | 111 733   | 10,75 | 2     |
| Partito Socialista Democratico Italiano       | 47 161    | 4,54  | 1     |
| Partito Radicale                              | 41 307    | 3,97  | 1     |
| Partito Repubblicano Italiano                 | 33 178    | 3,19  | –     |
| Movimento Sociale Italiano - Destra Nazionale | 29 423    | 2,83  | –     |
| Partito Liberale Italiano                     | 18 515    | 1,78  | –     |
| Partito di Unità Proletaria                   | 17 425    | 1,68  | –     |
| Nuova Sinistra Unita                          | 8 124     | 0,78  | –     |
| Costituente di Destra - Democrazia Nazionale  | 5 657     | 0,54  | –     |
| Totale                                        | 1 039 684 | 100   | 17    |

### Circoscrizione Udine-Belluno-Gorizia-Pordenone
| Liste                                         | Voti    | %     | Seggi |
| --------------------------------------------- | ------- | ----- | ----- |
| Democrazia Cristiana                          | 343 727 | 41,68 | 6     |
| Partito Comunista Italiano                    | 192 673 | 23,36 | 3     |
| Partito Socialista Italiano                   | 74 587  | 9,04  | 1     |
| Partito Socialista Democratico Italiano       | 62 712  | 7,60  | 1     |
| Partito Radicale                              | 30 732  | 3,73  | –     |
| Movimento Friuli                              | 30 658  | 3,72  | –     |
| Movimento Sociale Italiano - Destra Nazionale | 30 601  | 3,71  | –     |
| Partito Repubblicano Italiano                 | 22 887  | 2,77  | –     |
| Partito Liberale Italiano                     | 12 936  | 1,57  | –     |
| Partito di Unità Proletaria                   | 10 689  | 1,30  | –     |
| Nuova Sinistra Unita                          | 5 668   | 0,69  | –     |
| Costituente di Destra - Democrazia Nazionale  | 4 204   | 0,51  | –     |
| Associazione per Trieste                      | 2 689   | 0,33  | –     |
| Totale                                        | 824 763 | 100   | 11    |

### Circoscrizione Bologna-Ferrara-Ravenna-Forlì
| Liste                                         | Voti      | %     | Seggi |
| --------------------------------------------- | --------- | ----- | ----- |
| Partito Comunista Italiano                    | 802 157   | 47,99 | 13    |
| Democrazia Cristiana                          | 413 764   | 24,75 | 7     |
| Partito Socialista Italiano                   | 138 101   | 8,26  | 2     |
| Partito Repubblicano Italiano                 | 100 141   | 5,99  | 2     |
| Partito Socialista Democratico Italiano       | 65 422    | 3,91  | 1     |
| Partito Radicale                              | 49 387    | 2,95  | 1     |
| Movimento Sociale Italiano - Destra Nazionale | 45 541    | 2,72  | 1     |
| Partito Liberale Italiano                     | 24 086    | 1,44  | –     |
| Partito di Unità Proletaria                   | 16 642    | 1,00  | –     |
| Nuova Sinistra Unita                          | 9 582     | 0,57  | –     |
| Costituente di Destra - Democrazia Nazionale  | 3 605     | 0,22  | –     |
| Partito Democratico                           | 3 108     | 0,19  | –     |
| Totale                                        | 1 671 536 | 100   | 27    |

### Circoscrizione Parma-Modena-Piacenza-Reggio nell'Emilia
| Liste                                         | Voti      | %     | Seggi |
| --------------------------------------------- | --------- | ----- | ----- |
| Partito Comunista Italiano                    | 569 461   | 46,46 | 10    |
| Democrazia Cristiana                          | 375 964   | 30,68 | 6     |
| Partito Socialista Italiano                   | 110 352   | 9,00  | 2     |
| Partito Socialista Democratico Italiano       | 46 648    | 3,81  | 1     |
| Movimento Sociale Italiano - Destra Nazionale | 31 282    | 2,55  | –     |
| Partito Radicale                              | 29 589    | 2,41  | –     |
| Partito Repubblicano Italiano                 | 22 933    | 1,87  | –     |
| Partito Liberale Italiano                     | 16 124    | 1,32  | –     |
| Partito di Unità Proletaria                   | 13 599    | 1,11  | –     |
| Nuova Sinistra Unita                          | 5 807     | 0,47  | –     |
| Costituente di Destra - Democrazia Nazionale  | 3 833     | 0,31  | –     |
| Totale                                        | 1 225 592 | 100   | 19    |

### Circoscrizione Firenze-Pistoia
| Liste                                         | Voti      | %     | Seggi |
| --------------------------------------------- | --------- | ----- | ----- |
| Partito Comunista Italiano                    | 506 310   | 48,38 | 9     |
| Democrazia Cristiana                          | 304 667   | 29,11 | 5     |
| Partito Socialista Italiano                   | 93 658    | 8,95  | 1     |
| Partito Radicale                              | 28 388    | 2,71  | –     |
| Movimento Sociale Italiano - Destra Nazionale | 28 192    | 2,69  | –     |
| Partito Repubblicano Italiano                 | 25 583    | 2,44  | –     |
| Partito Socialista Democratico Italiano       | 23 350    | 2,23  | –     |
| Partito di Unità Proletaria                   | 14 561    | 1,39  | –     |
| Partito Liberale Italiano                     | 9 968     | 0,95  | –     |
| Nuova Sinistra Unita                          | 8 811     | 0,84  | –     |
| Costituente di Destra - Democrazia Nazionale  | 3 002     | 0,29  | –     |
| Totale                                        | 1 046 490 | 100   | 15    |

### Circoscrizione Pisa-Livorno-Lucca-Massa Carrara
| Liste                                         | Voti    | %     | Seggi |
| --------------------------------------------- | ------- | ----- | ----- |
| Partito Comunista Italiano                    | 384 997 | 41,12 | 7     |
| Democrazia Cristiana                          | 303 698 | 32,44 | 5     |
| Partito Socialista Italiano                   | 97 108  | 10,37 | 2     |
| Movimento Sociale Italiano - Destra Nazionale | 35 430  | 3,78  | –     |
| Partito Repubblicano Italiano                 | 30 498  | 3,26  | –     |
| Partito Socialista Democratico Italiano       | 27 798  | 2,97  | –     |
| Partito Radicale                              | 23 945  | 2,56  | –     |
| Partito di Unità Proletaria                   | 13 816  | 1,48  | –     |
| Partito Liberale Italiano                     | 8 984   | 0,96  | –     |
| Nuova Sinistra Unita                          | 7 061   | 0,75  | –     |
| Costituente di Destra - Democrazia Nazionale  | 2 842   | 0,30  | –     |
| Totale                                        | 936 177 | 100   | 14    |

### Circoscrizione Siena-Arezzo-Grosseto
| Liste                                         | Voti    | %     | Seggi |
| --------------------------------------------- | ------- | ----- | ----- |
| Partito Comunista Italiano                    | 285 289 | 48,75 | 5     |
| Democrazia Cristiana                          | 164 226 | 28,06 | 3     |
| Partito Socialista Italiano                   | 59 927  | 10,24 | 1     |
| Movimento Sociale Italiano - Destra Nazionale | 19 680  | 3,36  | –     |
| Partito Repubblicano Italiano                 | 14 571  | 2,49  | –     |
| Partito Socialista Democratico Italiano       | 12 896  | 2,20  | –     |
| Partito Radicale                              | 10 997  | 1,88  | –     |
| Partito di Unità Proletaria                   | 7 309   | 1,25  | –     |
| Partito Liberale Italiano                     | 5 006   | 0,86  | –     |
| Nuova Sinistra Unita                          | 3 991   | 0,68  | –     |
| Costituente di Destra - Democrazia Nazionale  | 1 341   | 0,23  | –     |
| Totale                                        | 585 233 | 100   | 9     |

### Circoscrizione Ancona-Pesaro-Macerata-Ascoli Piceno
| Liste                                         | Voti    | %     | Seggi |
| --------------------------------------------- | ------- | ----- | ----- |
| Partito Comunista Italiano                    | 373 014 | 38,08 | 7     |
| Democrazia Cristiana                          | 371 358 | 37,91 | 7     |
| Partito Socialista Italiano                   | 77 622  | 7,92  | 1     |
| Movimento Sociale Italiano - Destra Nazionale | 38 565  | 3,94  | 1     |
| Partito Repubblicano Italiano                 | 34 657  | 3,54  | 1     |
| Partito Socialista Democratico Italiano       | 27 459  | 2,80  | –     |
| Partito Radicale                              | 22 826  | 2,33  | –     |
| Partito di Unità Proletaria                   | 15 193  | 1,55  | –     |
| Partito Liberale Italiano                     | 9 700   | 0,99  | –     |
| Nuova Sinistra Unita                          | 4 913   | 0,50  | –     |
| Costituente di Destra - Democrazia Nazionale  | 3 229   | 0,33  | –     |
| Partito Operaio Europeo                       | 986     | 0,10  | –     |
| Totale                                        | 979 522 | 100   | 17    |

### Circoscrizione Perugia-Terni-Rieti
| Liste                                         | Voti    | %     | Seggi |
| --------------------------------------------- | ------- | ----- | ----- |
| Partito Comunista Italiano                    | 289 596 | 43,01 | 5     |
| Democrazia Cristiana                          | 209 694 | 31,14 | 4     |
| Partito Socialista Italiano                   | 75 207  | 11,17 | 1     |
| Movimento Sociale Italiano - Destra Nazionale | 34 473  | 5,12  | –     |
| Partito Repubblicano Italiano                 | 17 727  | 2,63  | –     |
| Partito Radicale                              | 13 672  | 2,03  | –     |
| Partito Socialista Democratico Italiano       | 12 792  | 1,90  | –     |
| Partito di Unità Proletaria                   | 8 526   | 1,27  | –     |
| Partito Liberale Italiano                     | 5 102   | 0,76  | –     |
| Nuova Sinistra Unita                          | 3 768   | 0,56  | –     |
| Costituente di Destra - Democrazia Nazionale  | 2 758   | 0,41  | –     |
| Totale                                        | 673 315 | 100   | 10    |

### Circoscrizione Roma-Viterbo-Latina-Frosinone
| Liste                                             | Voti      | %     | Seggi |
| ------------------------------------------------- | --------- | ----- | ----- |
| Democrazia Cristiana                              | 1 166 059 | 36,51 | 20    |
| Partito Comunista Italiano                        | 965 904   | 30,24 | 16    |
| Partito Socialista Italiano                       | 274 258   | 8,59  | 5     |
| Movimento Sociale Italiano - Destra Nazionale     | 257 988   | 8,08  | 4     |
| Partito Radicale                                  | 166 674   | 5,22  | 3     |
| Partito Socialista Democratico Italiano           | 109 577   | 3,43  | 2     |
| Partito Repubblicano Italiano                     | 106 298   | 3,33  | 2     |
| Partito Liberale Italiano                         | 61 142    | 1,91  | 1     |
| Nuova Sinistra Unita                              | 32 808    | 1,03  | –     |
| Partito di Unità Proletaria                       | 28 954    | 0,91  | 1     |
| Costituente di Destra - Democrazia Nazionale      | 17 879    | 0,56  | –     |
| Partito Operaio Europeo                           | 2 495     | 0,08  | –     |
| Associazione per la Valorizzazione dell'Individuo | 1 907     | 0,06  | –     |
| Nuovo Partito Popolare                            | 1 869     | 0,06  | –     |
| Totale                                            | 3 193 812 | 100   | 54    |

### Circoscrizione L'Aquila-Pescara-Chieti-Teramo
| Liste                                         | Voti    | %     | Seggi |
| --------------------------------------------- | ------- | ----- | ----- |
| Democrazia Cristiana                          | 361 677 | 45,68 | 7     |
| Partito Comunista Italiano                    | 246 125 | 31,08 | 5     |
| Partito Socialista Italiano                   | 59 801  | 7,55  | 1     |
| Movimento Sociale Italiano - Destra Nazionale | 46 235  | 5,84  | 1     |
| Partito Socialista Democratico Italiano       | 20 612  | 2,60  | –     |
| Partito Radicale                              | 18 221  | 2,30  | –     |
| Partito Repubblicano Italiano                 | 14 136  | 1,79  | –     |
| Partito di Unità Proletaria                   | 8 234   | 1,04  | –     |
| Partito Liberale Italiano                     | 6 810   | 0,86  | –     |
| Nuova Sinistra Unita                          | 4 754   | 0,60  | –     |
| Costituente di Destra - Democrazia Nazionale  | 3 118   | 0,39  | –     |
| Fiore Margherita                              | 2 123   | 0,27  | –     |
| Totale                                        | 791 846 | 100   | 14    |

### Circoscrizione Campobasso-Isernia
| Liste                                         | Voti    | %     | Seggi |
| --------------------------------------------- | ------- | ----- | ----- |
| Democrazia Cristiana                          | 110 990 | 54,73 | 3     |
| Partito Comunista Italiano                    | 43 658  | 21,53 | 1     |
| Partito Socialista Italiano                   | 14 927  | 7,36  | –     |
| Movimento Sociale Italiano - Destra Nazionale | 10 535  | 5,19  | –     |
| Partito Socialista Democratico Italiano       | 5 614   | 2,77  | –     |
| Partito Liberale Italiano                     | 4 430   | 2,18  | –     |
| Partito Repubblicano Italiano                 | 4 203   | 2,07  | –     |
| Partito Radicale                              | 3 915   | 1,93  | –     |
| Partito di Unità Proletaria                   | 3 557   | 1,75  | –     |
| Costituente di Destra - Democrazia Nazionale  | 979     | 0,48  | –     |
| Totale                                        | 202 808 | 100   | 4     |

### Circoscrizione Napoli-Caserta
| Liste                                         | Voti      | %     | Seggi |
| --------------------------------------------- | --------- | ----- | ----- |
| Democrazia Cristiana                          | 801 902   | 39,03 | 16    |
| Partito Comunista Italiano                    | 556 651   | 27,09 | 11    |
| Movimento Sociale Italiano - Destra Nazionale | 207 988   | 10,12 | 4     |
| Partito Socialista Italiano                   | 177 297   | 8,63  | 3     |
| Partito Socialista Democratico Italiano       | 83 773    | 4,08  | 1     |
| Partito Radicale                              | 74 654    | 3,63  | 1     |
| Partito Repubblicano Italiano                 | 60 261    | 2,93  | 1     |
| Costituente di Destra - Democrazia Nazionale  | 26 316    | 1,28  | –     |
| Partito di Unità Proletaria                   | 25 470    | 1,24  | 1     |
| Partito Liberale Italiano                     | 24 306    | 1,18  | –     |
| Nuova Sinistra Unita                          | 12 494    | 0,61  | –     |
| Partito Popolare Italiano                     | 2 004     | 0,10  | –     |
| Partito della Sinistra Democratica            | 1 516     | 0,07  | –     |
| Totale                                        | 2 054 632 | 100   | 38    |

### Circoscrizione Benevento-Avellino-Salerno
| Liste                                         | Voti      | %     | Seggi |
| --------------------------------------------- | --------- | ----- | ----- |
| Democrazia Cristiana                          | 497 873   | 48,58 | 10    |
| Partito Comunista Italiano                    | 211 147   | 20,60 | 4     |
| Partito Socialista Italiano                   | 111 962   | 10,92 | 2     |
| Movimento Sociale Italiano - Destra Nazionale | 74 530    | 7,27  | 1     |
| Partito Socialista Democratico Italiano       | 45 009    | 4,39  | 1     |
| Partito Repubblicano Italiano                 | 19 327    | 1,89  | –     |
| Partito Radicale                              | 18 663    | 1,82  | –     |
| Partito di Unità Proletaria                   | 14 726    | 1,44  | –     |
| Partito Liberale Italiano                     | 12 955    | 1,26  | –     |
| Costituente di Destra - Democrazia Nazionale  | 10 584    | 1,03  | –     |
| Nuova Sinistra Unita                          | 6 351     | 0,62  | –     |
| Partito Popolare Italiano                     | 1 765     | 0,17  | –     |
| Totale                                        | 1 024 892 | 100   | 18    |

### Circoscrizione Bari-Foggia
| Liste                                         | Voti      | %     | Seggi |
| --------------------------------------------- | --------- | ----- | ----- |
| Democrazia Cristiana                          | 521 668   | 42,14 | 10    |
| Partito Comunista Italiano                    | 335 871   | 27,13 | 7     |
| Partito Socialista Italiano                   | 126 552   | 10,22 | 2     |
| Movimento Sociale Italiano - Destra Nazionale | 102 665   | 8,29  | 2     |
| Partito Socialista Democratico Italiano       | 51 515    | 4,16  | 1     |
| Partito Radicale                              | 31 410    | 2,54  | 1     |
| Partito Repubblicano Italiano                 | 23 721    | 1,92  | –     |
| Partito Liberale Italiano                     | 18 885    | 1,53  | –     |
| Partito di Unità Proletaria                   | 12 084    | 0,98  | –     |
| Costituente di Destra - Democrazia Nazionale  | 6 897     | 0,56  | –     |
| Nuova Sinistra Unita                          | 6 743     | 0,54  | –     |
| Totale                                        | 1 238 011 | 100   | 23    |

### Circoscrizione Lecce-Brindisi-Taranto
| Liste                                         | Voti      | %     | Seggi |
| --------------------------------------------- | --------- | ----- | ----- |
| Democrazia Cristiana                          | 448 173   | 43,63 | 9     |
| Partito Comunista Italiano                    | 269 469   | 26,23 | 5     |
| Partito Socialista Italiano                   | 104 639   | 10,19 | 2     |
| Movimento Sociale Italiano - Destra Nazionale | 92 624    | 9,02  | 2     |
| Partito Socialista Democratico Italiano       | 36 002    | 3,50  | –     |
| Partito Repubblicano Italiano                 | 20 456    | 1,99  | –     |
| Partito Radicale                              | 18 787    | 1,83  | –     |
| Partito di Unità Proletaria                   | 13 647    | 1,33  | –     |
| Partito Liberale Italiano                     | 11 179    | 1,09  | –     |
| Costituente di Destra - Democrazia Nazionale  | 6 909     | 0,67  | –     |
| Nuova Sinistra Unita                          | 5 344     | 0,52  | –     |
| Totale                                        | 1 027 229 | 100   | 18    |

### Circoscrizione Potenza-Matera
| Liste                                         | Voti    | %     | Seggi |
| --------------------------------------------- | ------- | ----- | ----- |
| Democrazia Cristiana                          | 156 475 | 43,62 | 4     |
| Partito Comunista Italiano                    | 103 572 | 28,87 | 2     |
| Partito Socialista Italiano                   | 39 296  | 10,95 | 1     |
| Movimento Sociale Italiano - Destra Nazionale | 20 870  | 5,82  | –     |
| Partito Socialista Democratico Italiano       | 12 770  | 3,56  | –     |
| Partito di Unità Proletaria                   | 7 105   | 1,98  | –     |
| Partito Radicale                              | 5 959   | 1,66  | –     |
| Partito Repubblicano Italiano                 | 4 420   | 1,23  | –     |
| Partito Liberale Italiano                     | 3 293   | 0,92  | –     |
| Nuova Sinistra Unita                          | 2 643   | 0,74  | –     |
| Costituente di Destra - Democrazia Nazionale  | 2 309   | 0,64  | –     |
| Totale                                        | 358 712 | 100   | 7     |

### Circoscrizione Catanzaro-Cosenza-Reggio Calabria
| Liste                                         | Voti      | %     | Seggi |
| --------------------------------------------- | --------- | ----- | ----- |
| Democrazia Cristiana                          | 476 963   | 42,78 | 10    |
| Partito Comunista Italiano                    | 297 172   | 26,66 | 6     |
| Partito Socialista Italiano                   | 142 833   | 12,81 | 3     |
| Movimento Sociale Italiano - Destra Nazionale | 78 116    | 7,01  | 2     |
| Partito Socialista Democratico Italiano       | 35 711    | 3,20  | 1     |
| Partito Radicale                              | 21 617    | 1,94  | –     |
| Partito di Unità Proletaria                   | 19 811    | 1,78  | 1     |
| Partito Repubblicano Italiano                 | 18 540    | 1,66  | –     |
| Nuova Sinistra Unita                          | 9 205     | 0,83  | –     |
| Partito Liberale Italiano                     | 7 246     | 0,65  | –     |
| Costituente di Destra - Democrazia Nazionale  | 4 687     | 0,42  | –     |
| Partito Popolare Calabrese                    | 2 927     | 0,26  | –     |
| Totale                                        | 1 114 828 | 100   | 23    |

### Circoscrizione Catania-Messina-Siracusa-Ragusa-Enna
| Liste                                         | Voti      | %     | Seggi |
| --------------------------------------------- | --------- | ----- | ----- |
| Democrazia Cristiana                          | 622 132   | 42,39 | 12    |
| Partito Comunista Italiano                    | 317 740   | 21,65 | 6     |
| Partito Socialista Italiano                   | 148 001   | 10,08 | 3     |
| Movimento Sociale Italiano - Destra Nazionale | 138 607   | 9,44  | 3     |
| Partito Socialista Democratico Italiano       | 72 600    | 4,95  | 1     |
| Partito Repubblicano Italiano                 | 49 193    | 3,35  | 1     |
| Partito Radicale                              | 40 249    | 2,74  | 1     |
| Partito Liberale Italiano                     | 26 751    | 1,82  | –     |
| Costituente di Destra - Democrazia Nazionale  | 20 929    | 1,43  | –     |
| Partito di Unità Proletaria                   | 16 340    | 1,11  | –     |
| Nuova Sinistra Unita                          | 8 180     | 0,56  | –     |
| Fronte Giustizialista Siciliano               | 5 146     | 0,35  | –     |
| Movimento Popolare Cristiano                  | 1 921     | 0,13  | –     |
| Totale                                        | 1 467 789 | 100   | 27    |

### Circoscrizione Palermo-Trapani-Agrigento-Caltanissetta
| Liste                                         | Voti      | %     | Seggi |
| --------------------------------------------- | --------- | ----- | ----- |
| Democrazia Cristiana                          | 594 739   | 45,24 | 12    |
| Partito Comunista Italiano                    | 267 975   | 20,38 | 5     |
| Partito Socialista Italiano                   | 131 567   | 10,01 | 3     |
| Movimento Sociale Italiano - Destra Nazionale | 84 010    | 6,39  | 2     |
| Partito Repubblicano Italiano                 | 60 255    | 4,58  | 1     |
| Partito Socialista Democratico Italiano       | 57 085    | 4,34  | 1     |
| Partito Radicale                              | 42 698    | 3,25  | 1     |
| Partito Liberale Italiano                     | 25 567    | 1,94  | –     |
| Costituente di Destra - Democrazia Nazionale  | 18 648    | 1,42  | –     |
| Partito di Unità Proletaria                   | 15 962    | 1,21  | –     |
| Nuova Sinistra Unita                          | 10 376    | 0,79  | –     |
| Benessere e Civiltà                           | 2 991     | 0,23  | –     |
| Fronte Nazionale Siciliano                    | 2 749     | 0,21  | –     |
| Totale                                        | 1 314 622 | 100   | 25    |

### Circoscrizione Cagliari-Sassari-Nuoro-Oristano
| Liste                                         | Voti    | %     | Seggi |
| --------------------------------------------- | ------- | ----- | ----- |
| Democrazia Cristiana                          | 352 669 | 38,11 | 7     |
| Partito Comunista Italiano                    | 293 536 | 31,72 | 6     |
| Partito Socialista Italiano                   | 82 421  | 8,91  | 2     |
| Movimento Sociale Italiano - Destra Nazionale | 57 861  | 6,25  | 1     |
| Partito Radicale                              | 31 928  | 3,45  | 1     |
| Partito Socialista Democratico Italiano       | 30 201  | 3,26  | –     |
| Partito Repubblicano Italiano                 | 17 700  | 1,91  | –     |
| Partito Sardo d'Azione                        | 17 673  | 1,91  | –     |
| Partito di Unità Proletaria                   | 12 228  | 1,32  | –     |
| Partito Liberale Italiano                     | 12 088  | 1,31  | –     |
| Nuova Sinistra Unita                          | 9 845   | 1,06  | –     |
| Costituente di Destra - Democrazia Nazionale  | 7 311   | 0,79  | –     |
| Totale                                        | 925 461 | 100   | 17    |

### Circoscrizione Valle d'Aosta
| Liste                                         | Voti   | %     | Seggi |
| --------------------------------------------- | ------ | ----- | ----- |
| UV - DP - PLI                                 | 33 250 | 45,24 | 1     |
| Unità della Sinistra                          | 23 909 | 32,53 | –     |
| DC - PSDI - PRI                               | 13 442 | 18,29 | –     |
| Movimento Sociale Italiano - Destra Nazionale | 2 077  | 2,83  | –     |
| Costituente di Destra - Democrazia Nazionale  | 824    | 1,12  | –     |
| Totale                                        | 73 502 | 100   | 1     |

### Circoscrizione Trieste
| Liste                                         | Voti    | %     | Seggi |
| --------------------------------------------- | ------- | ----- | ----- |
| Associazione per Trieste                      | 62 816  | 28,73 | 1     |
| Democrazia Cristiana                          | 50 936  | 23,30 | 1     |
| Partito Comunista Italiano                    | 50 080  | 22,91 | 1     |
| Partito Radicale                              | 13 602  | 6,22  | –     |
| Movimento Sociale Italiano - Destra Nazionale | 13 167  | 6,02  | –     |
| Partito Socialista Italiano                   | 8 385   | 3,84  | –     |
| Partito Socialista Democratico Italiano       | 5 136   | 2,35  | –     |
| Movimento Friuli                              | 4 596   | 2,10  | –     |
| Partito Repubblicano Italiano                 | 3 782   | 1,73  | –     |
| Partito Liberale Italiano                     | 2 188   | 1,00  | –     |
| Partito di Unità Proletaria                   | 1 496   | 0,68  | –     |
| Nuova Sinistra Unita                          | 1 304   | 0,60  | –     |
| Costituente di Destra - Democrazia Nazionale  | 1 122   | 0,51  | –     |
| Totale                                        | 218 610 | 100   | 3     |